# Arauquita
Arauquita es un municipio colombiano ubicado en el departamento de Arauca. Fue fundado como San Lorenzo en 1675 por misioneros jesuitas liderados por el padre Bernabé González; durante la época virreinal adoptó el nombre de El Guadual, hasta que en 1920 la población fue rebautizada como Arauquita. Fue erigido municipio en 1971.

## Geografía
El municipio de Arauquita está ubicado en la República de Colombia sobre la margen derecha del Río Arauca. en el sector norte y centro del departamento de Arauca y tiene una extensión territorial de aproximadamente de 3.281,23 km²
El Municipio de Arauquita pertenece a la cuenca del río Orinoco. Cuenta con abundantes cursos de agua, que nacen en su mayoría en la Cordillera Oriental y corren en dirección este a través de un terreno plano, lo que origina en su trayecto numerosos ríos y caños secundarios. La gran riqueza hídrica representada en lagunas y humedales, así como en numerosos ríos, caños y quebradas que bañan el municipio. Entre los principales ríos o caños están el río Arauca, el Lipa, el Ele y el Río Caranal; estas arterias fluviales conforman las principales cuencas y subcuencas presentes en el municipio, subdivididas así:
La subcuenca del río Arauca, localizada al norte del municipio a al cual drenan algunos caños de moderada importancia como son: El Caño Salibón o Jujú, El Curitero, el Troncal, Brazo Bayonero, Brazo Gaviotas y Caño Agua limón, entre los principales, otros de menor importancia el Terciario y el Matapalito.
El municipio de Arauquita por su localización estratégica, es el epicentro de la vía alterna a la Ruta de los Libertadores que comunica el mar Caribe con el océano Pacífico desde Caracas (Venezuela) hasta el Puerto de Buenaventura; en su contexto territorial es conocido como el más grande dentro del Departamento de Arauca.

## División político-administrativa
Además de su Cabecera municipal. Arauquita tiene bajo su jurisdicción los siguientes Centros poblados:
- Aguachica
- Carretero
- Caño Hondo
- El Campamento
- El Caucho
- El Oasis
- El Triunfo
- El Troncal
- Jardines
- La Esmeralda (Jujua)
- La Paz
- La Pesquera
- La Primavera
- La Reinera (Gaviota)
- Los Chorros
- San Lorenzo
- Santa Ana

### CorregimientoPuerto Jordán
- Arenosa
- Bocas del Elle
- Brisas del Caranal
- El Camping
- Filipinas
- Los Colonos
- Matecaña
- Panamá de Arauca
- Pueblo Nuevo
- Sitio Nuevo

## Historia
Arauquita se fundó en el año de 1675 con el nombre de San Lorenzo, luego el centro poblado se desplazó 5 km ribera abajo y se denominó El Guadual; posteriormente derivó su nombre del memorable diminutivo de Arauca.
Antes de la llegada de los españoles al municipio de Arauquita, el territorio se hallaba habitado por diferentes grupos indígenas. El poblamiento de Arauquita tiene diversos orígenes destacándose los siguientes momentos históricos:
Poblamiento nativo o indígena: siendo los primeros los Macaguanes y Tames, aunque existieron muchas tribus, pero gran parte fueron extinguidos, sobreviviendo en jurisdicción de Arauquita el grupo étnico de los Guahibos con una población muy reducida y cuya dedicación es básicamente la caza, la pesca y alguna agricultura incipiente en métodos tradicionales.
Colonización española y venezolana: La primera iniciada en los años de 1675 cuando se fundó la población de San Lorenzo que luego se llamó Arauquita y la segunda iniciada en 1820, cuando la población llegada era principalmente de colonos venezolanos que iniciaron la agricultura.
El proceso de colonización dirigida fue auspiciado por el gobierno nacional, dentro de la política de poblamiento de bastas regiones de los llanos orientales. En 1962 el INCORA con la adjudicación de tierras baldías propició una migración abundante de familias hacia los terrenos de Arauquita, fundándose caseríos como El Oasis, Aguachica, El Troncal, La Esmeralda y Campamento.
Arauquita fue erigido como municipio en 1943, luego se convirtió en corregimiento y perteneció al municipio de Tame como inspección de policía hasta 1971, año en el que fue elevado nuevamente al rango de municipio mediante el Decreto n.º 1447.
Enfrentamientos de Apure de 2021

## Símbolos

### Escudo
De forma romana, se encuentra dividido en cuatro cuarteles; en la parte superior ordenando el escudo se encuentra una cinta que reza «ARAUQUITA TIERRA DE TODOS».
El cuartel superior izquierdo con fondo verde simboliza la intensidad y variedad de la flora; sobre él una cabeza de res y una mazorca de cacao simbolizan la riqueza ganadera y el emporio potencial económico del municipio.
En el cuartel superior derecho se observa un paisaje típico surcado por el río Arauca que baña las riveras de Arauquita, simbolizando el cordón umbilical de la hermandad bolivariana con Venezuela. Una torre petrolera que recuerda la fragilidad intemporal de la riqueza no renovable. El Bongo representa aquellas embarcaciones que forjaron el desarrollo agrícola y comercial a través de la arteria fluvial.
El cuartel inferior izquierdo con fondo blanco simboliza la paz; sobre los instrumentos de la Negrera que encarnan la cultura y ancestros arauquiteños, hecho originado por motivaciones autóctonas e inducido por asimilación que adquirió con el correr del tiempo peculiaridades propias de grupos humanos que nacen y se realizan.
El cuartel inferior derecho con fondo marrón simboliza la fertilidad de las tierras de Arauqita. Presenta un rostro indígena que hace honor a los ancestros, y depositarios de la realidad histórica del municipio.
En la parte posterior del escudo se encuentra adosada una lanza que enarbola por la lucha primigenia y patriota que por la libertad de esta tierra libraron llaneros harapientos.
En la parte inferior, soportando el escudo, se encuentran dos espigas de heliconias entrecruzadas por sus tallos, haciendo honor a la flora tropical que brota del suelo y las nobles labranzas de la agricultura.

### Bandera
- Verde: Simboliza la riqueza en especies vivas y el inmenso manto de flora del municipio.
- Blanco: Simboliza la paz y convivencia del hombre entre sí y la naturaleza misma.
- Marrón: Representa el potencial de riqueza del suelo y el subsuelo.

### Himno
Coro
Es mi tierra un orgullo indecible
con celeste y rica por doquier,
tu hermosura es algo indescriptible
tu nativo de gran sensatez.
I
Suave aroma exhalan tus flores,
¡oh! Arauquita, te amo y te venero;
alborada de trinos cantores
que te irisan con su mil colores
y embellecen surcando tu cielo.
II
El Creador quien premió tu subsuelo
de oro negro y con gran fertilidad,
Arauquita terruño llanero
fuente viva del cacaotero
fiel remanso de paz y hermandad.
III
Gente humilde son tus habitantes,
pueblo noble de alteza real,
enarbolo feliz tu estandarte
y prometo al mundo mostrarte
como insignia de cordialidad.
IV
Río Arauca vertiente bendita
en mi canto te brindo mi loor
tu caudal a soñar incita
y orgulloso digo que Arauquita
es del mundo todo lo mejor.

## Economía
El municipio tiene la categoría de Unidad Especial de Desarrollo Fronterizo, potencial de ubicación estratégica de frontera con Venezuela; es sin duda Agrícola y Pecuario, producto de la colonización de gentes de varias regiones del país, quienes a partir de las décadas del cincuenta inician una colonización dejando el mayor porcentaje habitacional en el ámbito rural, sus asentamientos promisorios convirtieron las selvas del Sarare, en una Región Agrícola y Ganadera, destacándose los cultivos de plátano, cacao, caña, maíz, yuca, arroz, cítricos entre otros, gracias a la fertilidad de las tierras. El 85% aproximadamente de la población Arauquiteña depende económicamente de la producción agropecuaria.

### Ganadería
El sistema de explotación ganadera predominante es el semi-extensivo de ciclo completo con cría, levante y ceba, observándose la tendencia a incrementarse la ganadería de doble propósito, con cruces de Cebú con Holstein, Pardo suizo y Normando. Las fincas corresponden a un 85% a medianos y pequeños productores, con extensiones promedio de 40 Hectáreas

### Agricultura
Fundada en 1.675 por Jesuitas misioneros, con sayales por armadura fomentaron la agricultura en San Lorenzo, e hicieron su primer conglomerado indígena, es así como Arauquita, antiguamente llamada “El Guadual”, se convertiría en la principal despensa agrícola de la capital Araucana.
El Municipio de Arauquita deriva su economía del cultivo del plátano con 6.000 Hectáreas; cacao con 3.200 Hectáreas y producción de 1950 toneladas/año de caña panelera y cultivos transitorios como yuca, maíz, Caraota y arroz, siendo estas actividades la base económica del municipio.
Industria Manufacturera, Comercio y Servicios:
La industria responde a necesidades inherentes al desarrollo de la vida diaria de los habitantes del casco urbano como son: Talleres de ornamentación, mecánica, Carpintería, Industria Chocolatera, de Confecciones, de la Construcción, bloqueras, procesadores de Cacao, molinos de arroz, trapiches y el comercio de combustibles provenientes de Venezuela.

### Extracción de hidrocarburos
En Arauquita se encuentra ubicado el complejo petrolero de Caño Limón, en donde se explotan hidrocarburos por parte de la Asociación Cravo Norte conformada por la Occidental de Colombia. Hoy, esta actividad le representa al municipio unos ingresos por regalías de $ 5.000 millones de pesos promedio anual con un comportamiento creciente por nuevas exploraciones.
La explotación de hidrocarburos ha representado para el municipio el renglón de mayor relevancia dentro de la actividad económica, luego que genera la mayoría de empleos a la población, incrementando el ingreso per cápita de sus habitantes y mejoras en la infraestructura vial, apoyo a saneamiento básico, educación y salud del municipio específicamente en la zona de influencia.

## Instituciones de educación[3]
- Institución Educativa Gabriel García Márquez.
- Instituto Educativo Liceo del Llano.
- Colegio Padre Carlos Eduardo Gómez.
- Colegio Simón Bolívar.
- Escuela Especial Consuelo Ávila.
- Institución Educativa San José de La Pesquera.
- Institución educativa Juan Jacobo Rousseau
- Institución educativa Aguachica ( Aguachica)
- Institución educativa Andrés Bello ( la Paz)
- Instituto Educativa José María Carbonell ( la esmeralda)
- Institución Educativa Pedronel Jiménez (Panamá)

## Estructura organizacional municipal
| Arauquita    | Arauquita   | Arauquita                  |
| Departamento | Código DANE | Categoría municipal (2023) |
| ------------ | ----------- | -------------------------- |
| Arauca       | 81065       | Sexta                      |

- Personería: Es un centro del Ministerio Público de Colombia que ejerce, vigila y hace control sobre la gestión de las alcaldías y entes descentralizados; velan por la promoción y protección de los derechos humanos; vigilan el debido proceso, la conservación del medio ambiente, el patrimonio público y la prestación eficiente de los servicios públicos, garantizando a la ciudadanía la defensa de sus derechos e intereses.

El actual Personero municipal es Yurleidy Rodríguez Bautista (2024 - 2027).
- Concejo Municipal: Es la suprema autoridad política del municipio. En materia administrativa sus atribuciones son de carácter normativo. También le corresponde vigilar y hacer control político a la administración municipal. Se regulan por los reglamentos internos de la corporación en el marco de la Constitución Política Colombiana (artículo 313) y las leyes, en especial la Ley 136 de 1994 y la Ley 1551 de 2012.

Constituido por 13 concejales por un periodo de 4 años. 
- Alcaldía Municipal: En esta se encuentra la administración municipal y las entidades descentralizadas del municipio.

El Alcalde se pronuncia mediante decretos y se desempeña como representante legal, judicial y extrajudicial del municipio. El actual Alcalde municipal es Luis Panqueva Torres (2024-2027), elegido por voto popular.
- 'JAL'. Sin constitución alguna en los corregimientos del municipio.